# Anthrenoides corrugatus
Anthrenoides corrugatus är en biart som beskrevs av Urban 2005. Anthrenoides corrugatus ingår i släktet Anthrenoides och familjen grävbin. Inga underarter finns listade i Catalogue of Life.